# Риччи, Джованни
Джованни Риччи (итал. Giovanni Ricci; 29 марта 1813, Генуя — 5 октября 1892, Овильо) — итальянский политический, государственный и военный деятель. Морской министр Королевства Италия (1862—1863). Адмирал.

## Биография
Представитель дворянской генуэзской семьи маркизов Риччи, известной в истории генуэзского и итальянского Рисорджименто. Брат Винченцо Риччи, политического, государственного и дипломатического деятеля Сардинского королевства и Альберто Риччи, политика и дипломата, пожизненного сенатора Сардинского королевства.
Закончил военную школу, затем морское училище. С октября 1828 года служил на флоте. Офицер ВМФ. Генерал-адъютант Королевского флота (1853—1855). Дослужился до звания адмирала.
Участник национально-освободительного движения итальянского народа против иноземного господства, за объединение раздробленной Италии, в 1848 г. принимал участие в первой войне за независимость.
С 1860 года избирался депутатом Палаты депутатов Сардинского королевства от Генуи, затем с 1870 года — сенатор Королевства Италия.

## Награды
- Великий офицер Савойского военного ордена
- Медаль «В память о войнах за независимость» (1856)
- Орден Святых Маврикия и Лазаря